# NGC 2790
NGC 2790 је спирална галаксија у сазвежђу Рак која се налази на NGC листи објеката дубоког неба.
Деклинација објекта је + 19° 41' 51" а ректасцензија 9h 15m 2,7s. Привидна величина (магнитуда) објекта NGC 2790 износи 14,5 а фотографска магнитуда 15,2. NGC 2790 је још познат и под ознакама MCG 3-24-16, MK 1228, CGCG 91-34, IRAS 09122+1954, ARAK 198, NPM1G +19.0206, PGC 26092.